# Revolta de Varsóvia
A Revolta, Levante ou Insurreição de Varsóvia (em polaco: Powstanie Warszawskie) foi uma luta armada durante a Segunda Guerra Mundial, na qual o Armia Krajowa (Exército Clandestino Polaco) tentou libertar Varsóvia do controle da Alemanha Nazi.
Teve início em 1 de agosto de 1944, às 17 horas (horário local), como parte de uma revolta nacional, a "Operação Tempestade", e deveria durar apenas alguns dias, até que o Exército Soviético chegasse à cidade. O avanço soviético no entanto foi interrompido, mas a resistência polaca continuou por 63 dias, até sua rendição às forças alemãs em 2 de outubro.
A ofensiva começou quando o Exército Soviético aproximou-se de Varsóvia. Os principais objetivos dos polacos eram manter os alemães ocupados e ajudar nos esforços de guerra contra a Alemanha e as Forças do Eixo. Entre os objetivos políticos secundários estava a libertação da cidade antes da chegada dos soviéticos, conquistando assim seu direito de soberania e desfazendo a divisão da Europa Central em esferas de influência sob os poderes aliados. Os insurgentes esperavam reinstalar as autoridades de seu país antes que o Polski Komitet Wyzwolenia Narodowego (Comitê de Liberação Nacional Soviético Polaco) assumisse o controle.
Inicialmente, os polacos isolaram áreas substanciais da cidade, mas os soviéticos não se aproximaram de suas cercanias até meados de setembro. Em seu interior, uma luta aguerrida entre alemães e polacos continuava. Em 16 de setembro, as forças soviéticas conquistaram território a poucos metros das posições polacas nas margens do Rio Vístula, não avançando mais durante o restante da duração da Revolta. Isso levou a acusações de que o líder soviético Josef Stalin esperava pelo fracasso da insurreição para que pudesse assim ocupar a Polônia de forma incontestável. 
Embora o número exato de baixas permaneça desconhecido, estima-se que aproximadamente 15,2 mil integrantes da resistência polaca foram mortos e 5 mil gravemente feridos. Cerca de 50 mil civis morreram, a maioria vítima de massacres conduzidos por tropas do Eixo. As perdas alemãs totalizaram aproximadamente 16 mil soldados mortos e 9 mil feridos. Durante o combate urbano, perto de 25% dos prédios de Varsóvia foram destruídos. Após a rendição das forças polacas, as tropas alemãs destruíram sistematicamente, quarteirão a quarteirão, 35% da cidade. Juntamente com os danos provocados pela Invasão da Polônia em 1939 e o Levante do Gueto de Varsóvia em 1943, mais de 85% da cidade estava destruída em 1945, quando os soviéticos finalmente ultrapassaram suas fronteiras.

## Antecedentes Políticos

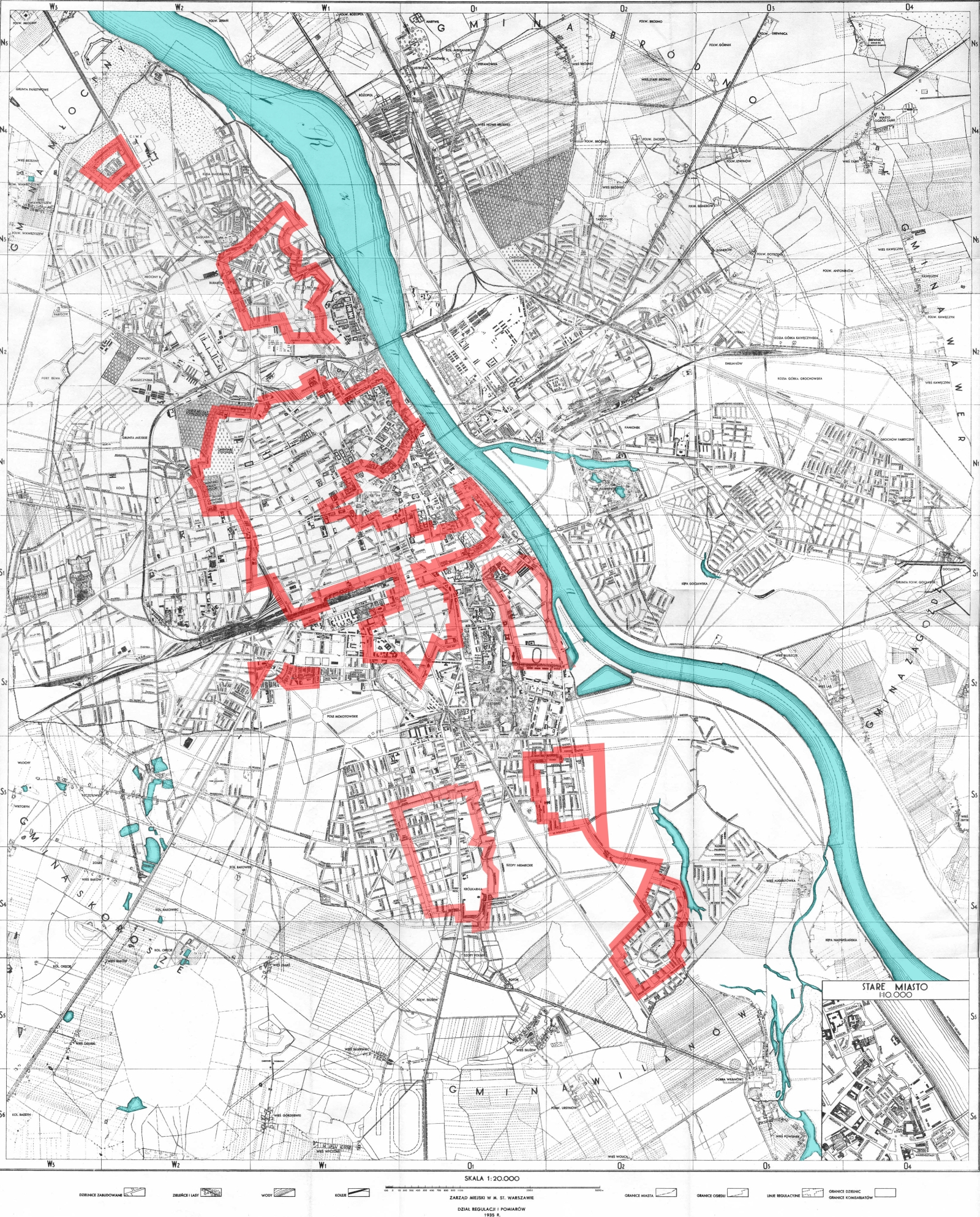
Posições Polonesas (em vermelho) no dia 4 de Augusto de 1944)

Em 1944, a Polônia estava sendo ocupada pela Alemanha nazista há quase cinco anos. O Exército da Pátria polonês planejava formas de rebelião contra as forças alemãs durante todos esses anos. Ora, a Alemanha estava lutando contra uma coalizão de potências aliadas, liderada pela União Soviética, o Reino Unido e os Estados Unidos. O plano inicial do Exército da Pátria era ligar-se às forças invasoras dos Aliados Ocidentais ao libertarem a Europa dos nazistas, no entanto, quando o Exército Soviético iniciou sua ofensiva em 1943, ficou claro que a Polônia seria libertada pelo Exército Vermelho em vez de aliados ocidentais.

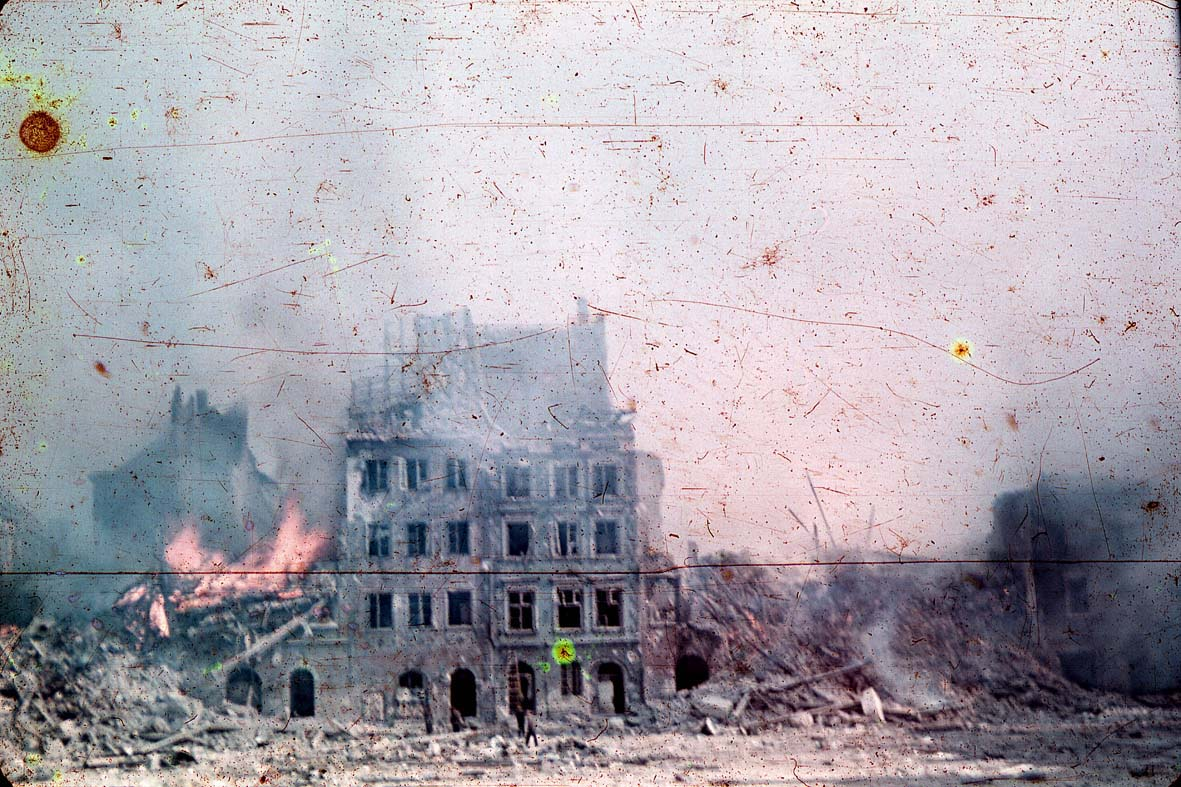
Foto colorida genuína mostrando o combate durante a Revolta de Varsóvia.

Os soviéticos e os poloneses tinham um inimigo comum - a Alemanha -, mas, além disso, estavam trabalhando para objetivos diferentes para o pós-guerra; o Exército da Pátria desejava uma Polônia capitalista pró-Ocidente, mas Stalin pretendia estabelecer uma Polônia socialista pró-soviética. Tornou-se óbvio que o avanço do Exército Vermelho soviético poderia não chegar à Polônia como um aliado, mas apenas como mais uma força invasora.
Os soviéticos e poloneses se desconfiavam mutuamente, e os partidários soviéticos na Polônia muitas vezes entraram em confronto com a resistência polonesa, cada vez mais unidos sob a frente do Exército Nacional. Stalin rompeu as relações polonês-soviéticas em 25 de abril de 1943, após os alemães terem revelado o massacre de oficiais do exército polonês em Katyn e os poloneses terem dado crédito aos alemães, Stálin se recusou a admitir a culpa e cortou as relações entre os dois países. Em 26 de outubro, o governo polonês no exílio emitiu instruções para caso que as relações diplomáticas com a União Soviética não fossem retomadas antes da entrada soviética na Polônia, as forças do Exército Nacional permaneceriam no subterrâneo, aguardando novas decisões.

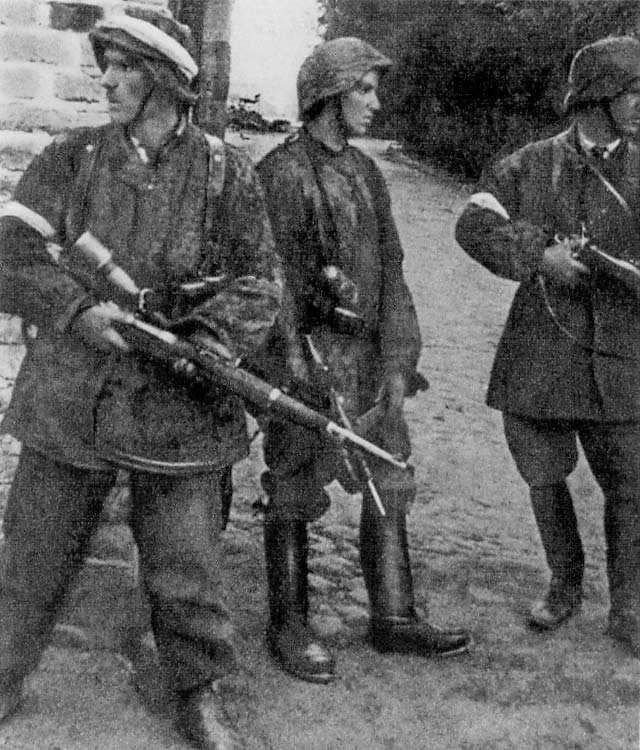
Soldados do batalhão Zośka em Wola durante o levante

No entanto, o comandante do Exército da Pátria, Tadeusz Bór-Komorowski, adotou uma abordagem diferente e, em 20 de novembro, esboçou seu próprio plano, que ficou conhecido como Operação Tempestade. Na aproximação das forças soviéticas, as unidades locais do Exército da Pátria deveriam assediar a Wehrmacht na retaguarda e cooperar com as unidades soviéticas quando possível. Embora existissem dúvidas sobre a necessidade militar de uma grande revolta, o general Bór-Komorowski e seus conselheiros foram autorizados pelo governo no exílio a proclamar uma revolta geral.

## Antecedentes da Batalha

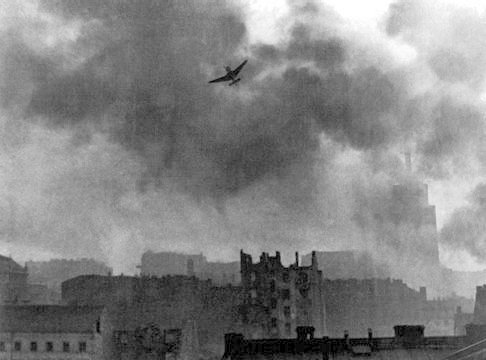
Um Ju-87 Stuka alemão bombardeando o Distrito de Śródmieście em Varsóvia.

A situação chegou ao auge em 13 de julho de 1944, quando a ofensiva soviética cruzou a antiga fronteira polonesa. Nesse ponto, os poloneses tinham uma decisão a tomar: iniciar a insurreição ou não se rebelar e enfrentar a propaganda soviética que os acusaria de colaboradores nazistas. Eles temiam que, se a Polônia fosse libertada pelo Exército Vermelho, os Aliados ignorariam o governo polonês de Londres após a guerra. A urgência de uma decisão final sobre a estratégia aumentou à medida que se tornava claro que a Operação Ostra Brama fora repelida pelos próprios soviéticos.
No início do verão de 1944, os planos alemães exigiam que Varsóvia servisse como o centro defensivo e fosse mantido a todo custo. Os alemães construíram fortificações e colocaram suas forças na área. Após o fracasso do plano de 20 de julho para assassinar Adolf Hitler , os alemães em Varsóvia eram fracos e visivelmente desmoralizados. No entanto, no final de julho, as forças alemãs na área foram reforçadas. Em 27 de julho, o governador do distrito de Varsóvia, Ludwig Fischer, solicitou que 100 mil poloneses se apresentassem para trabalhar em fortificações ao redor da cidade. Os habitantes de Varsóvia ignoraram sua exigência, e o comando do Exército Nacional ficou preocupado com possíveis represálias. Com as forças soviéticas aproximando-se de Varsóvia as estações de rádio controladas pelos soviéticos incitavam que o povo polonês se levantasse em armas. Bór-Komorowski e vários oficiais poloneses realizaram uma reunião no mesmo dia, vários oficiais expressaram a opinião de que a ajuda dos Aliados seria fraca, mas seus pontos de vista não receberam atenção. Acreditando que o tempo para a ação havia chegado, em 31 de julho, os comandantes poloneses General Bór-Komorowski e Coronel Antoni Chruściel ordenaram a mobilização total das forças para as 17h00 do dia seguinte.

## Revolta

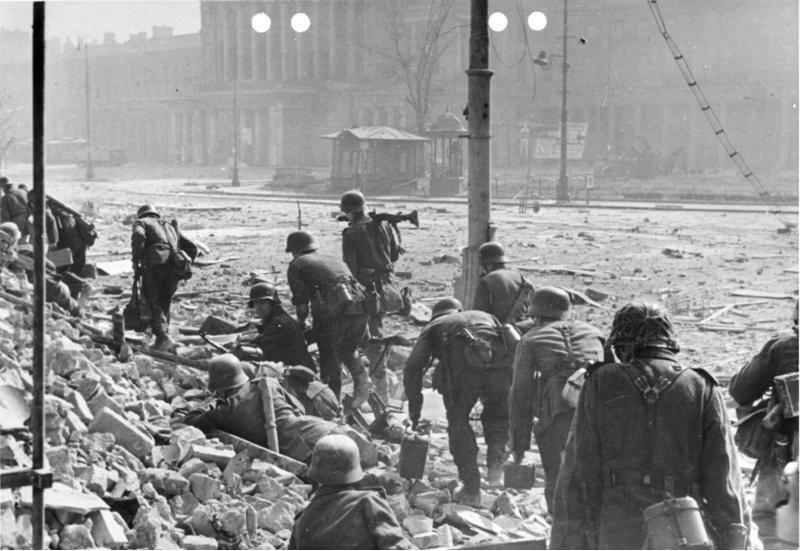
Soldados alemães lutando em Varsóvia.

Depois de dias de hesitação, às 17h00 de 31 de julho, as forças polonesas marcaram a "hora-W " ("explosão"), para o início da revolta para as 17h00 do dia seguinte. A decisão foi um erro de cálculo estratégico porque as forças de resistência estavam mal equipadas e não estavam prontas para uma série de ataques coordenados surpresa. Além disso, embora muitas unidades já estivessem mobilizadas e aguardando nos pontos de reunião em toda a cidade, era difícil esconder a mobilização de milhares de jovens homens e mulheres. Os combates começaram antes da "hora W", notavelmente em Żoliborz, e em torno da Praça Dąbrowski. Os alemães haviam antecipado a possibilidade de uma insurreição, embora não tivessem percebido seu tamanho ou força, e às 16h30 o governador Fischer colocou a guarnição alemã em alerta máximo.
Naquela noite, a resistência capturou um importante arsenal alemão, a principal estação de correios e a central elétrica e o prédio da Prudential. No entanto, a Praça do Castelo, o distrito policial e o aeroporto permaneceram nas mãos dos alemães. Após as primeiras horas de luta, muitas unidades adotaram uma estratégia mais defensiva, enquanto civis começaram a erguer barricadas, apesar de todos os problemas, em 4 de agosto a maioria da cidade estava em mãos polonesas, embora alguns pontos-chave estratégicos permanecessem inalterados. - a revolta pretendia durar alguns dias até que as forças soviéticas chegassem; no entanto, como isso nunca aconteceu, as forças polonesas tiveram que lutar com pouca ajuda externa - foi também nesse momento que o exército alemão parou sua retirada para o oeste e começou a receber reforços. No mesmo dia, o general da SS Erich von dem Bach foi nomeado comandante de todas as forças empregadas contra a revolta. Os contra-ataques alemães visavam unir-se aos bolsos alemães remanescentes e depois cortar a Revolta no rio Vístula. Entre as unidades de reforço estavam forças sob o comando de Heinz Reinefarth, tais forças retomaram brutalmente o bairro de Wola.
Entre 9 e 18 de agosto, travaram-se batalhas em torno da Cidade Velha e da praça Bankowy, com ataques bem-sucedidos dos alemães e contra-ataques dos poloneses. As táticas alemãs dependiam do bombardeio por meio do uso de artilharia pesada e bombardeiros táticos, contra os quais os poloneses não conseguiam se defender com eficácia, pois não dispunham de armas de artilharia antiaérea. Mesmo os hospitais claramente marcados foram bombardeados por Stukas.
Os líderes do levante contavam apenas com a rápida entrada do Exército Vermelho em Varsóvia (No segundo ou terceiro ou, o mais tardar, até o sétimo dia de combate), nessa época, o chefe do governo no exílio Mikolajczyk se reuniu com Stalin em 3 de agosto de 1944 em Moscou e levantou as questões da libertação iminente de Varsóvia, o retorno ao poder do governo na Polônia, bem como as fronteiras orientais de Polônia, embora se recusa-se categoricamente a reconhecer a Linha Curzon como base para as negociações.
Na primeira semana de setembro, tanto os comandantes alemães quanto os poloneses perceberam que era improvável que o exército soviético agisse para romper o impasse. Os alemães argumentaram que uma revolta prolongada prejudicaria sua capacidade de manter Varsóvia como linha de frente; os poloneses estavam preocupados que a resistência continuada resultaria em novas baixas em massa. Em 7 de setembro, o general Rohr propôs negociações, que Bór-Komorowski concordou em prosseguir no dia seguinte. Em 8, 9 e 10 de setembro cerca de 20 mil civis foram evacuados por acordo de ambos os lados, e Rohr reconheceu o direito de soldados do Exército Interno de serem tratados como combatentes militares.

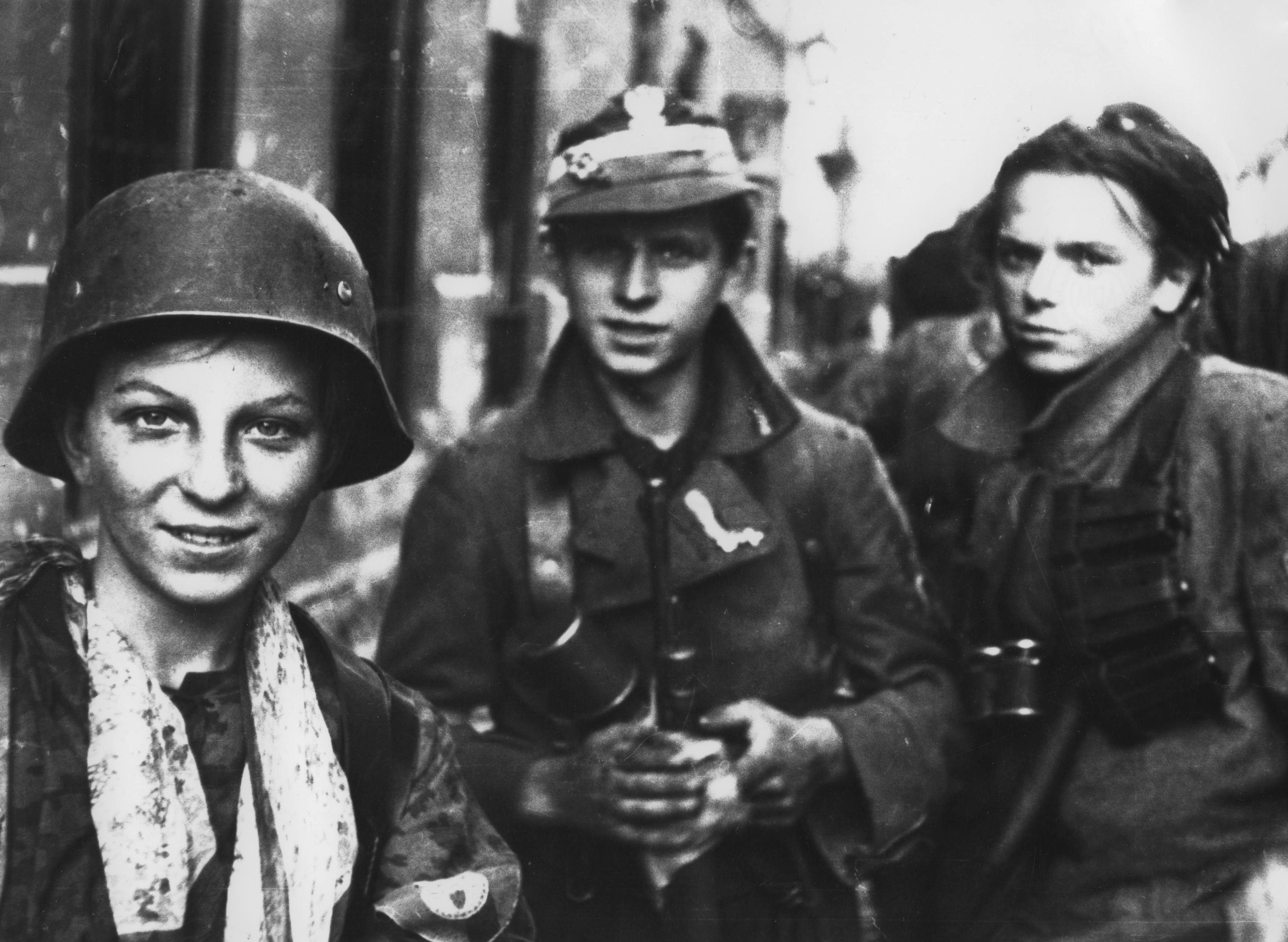
Jovens voluntárias polonesas

A ordem de capitulação das forças polonesas remanescentes foi finalmente assinada em 2 de outubro. Todos os combates cessaram naquela noite. De acordo com o acordo, a Wehrmacht prometera tratar os soldados do Exército da Pátria de acordo com a Convenção de Genebra, e tratar humanamente a população civil. No dia seguinte, os alemães começaram a desarmar os soldados do Exército da Pátria. Mais tarde, eles enviaram 15 mil para campos de prisioneiros em várias partes da Alemanha. Entre 5 mil e 6 mil combatentes da resistência decidiram se misturar à população civil na esperança de continuar a luta mais tarde. Toda a população civil de Varsóvia foi expulsa da cidade e enviada para o campo de trânsito Durchgangslager 121 em Pruszków.
A Frente Oriental permaneceu estática no setor do Vístula, com os soviéticos não fazendo nenhuma tentativa de avançar, até que a Ofensiva no Vistula–Oder começou em 12 de janeiro de 1945. Quase totalmente destruída, Varsóvia foi libertada dos alemães em 17 de janeiro de 1945 pelo Exército Vermelho e pelo Primeiro Exército Polonês.

## Apoio dos Aliados

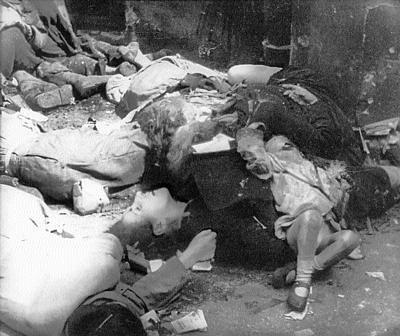
Vítima de massacres conduzidos por tropas do Eixo

De acordo com muitos historiadores, uma das principais causas do fracasso da revolta foi a quase completa falta de apoio externo e a chegada atrasada de suprimentos. O governo polonês no exílio realizou frenéticos esforços diplomáticos para obter o apoio dos aliados ocidentais antes do início da batalha, mas os aliados não iriam agir sem a aprovação soviética. O governo polonês em Londres pediu várias vezes aos britânicos que enviassem uma missão aliada à Polônia, no entanto, a missão britânica não chegou até dezembro de 1944, logo após a sua chegada, eles se reuniram com as autoridades soviéticas, que os aprisionaram. No entanto, de agosto de 1943 a julho de 1944, mais de 200 voos da Força Aérea Britânica (RAF) lançaram cerca de 146 militares poloneses treinados na Grã-Bretanha, mais de 4 mil caixas de suprimentos e US$ 16 milhões em notas e ouro para o exército local.
A única operação de apoio que decorreu continuamente durante a insurreição foi o fornecimento noturno por aviões de longo alcance da RAF, outras forças aéreas da Commonwealth britânica participaram das operações além de unidades da Força Aérea Polaca, as unidades aéreas tiveram de utilizar aeroportos distantes sediados na Itália, reduzindo a quantidade de suprimentos que eles poderiam carregar. A RAF realizou 223 surtidas e perdeu 34 aeronaves, muitos poucos suprimentos chegaram para a resistência, e muitas caixas desembarcaram em zonas ocupadas pelos alemães.

### Abastecimento Aéreo

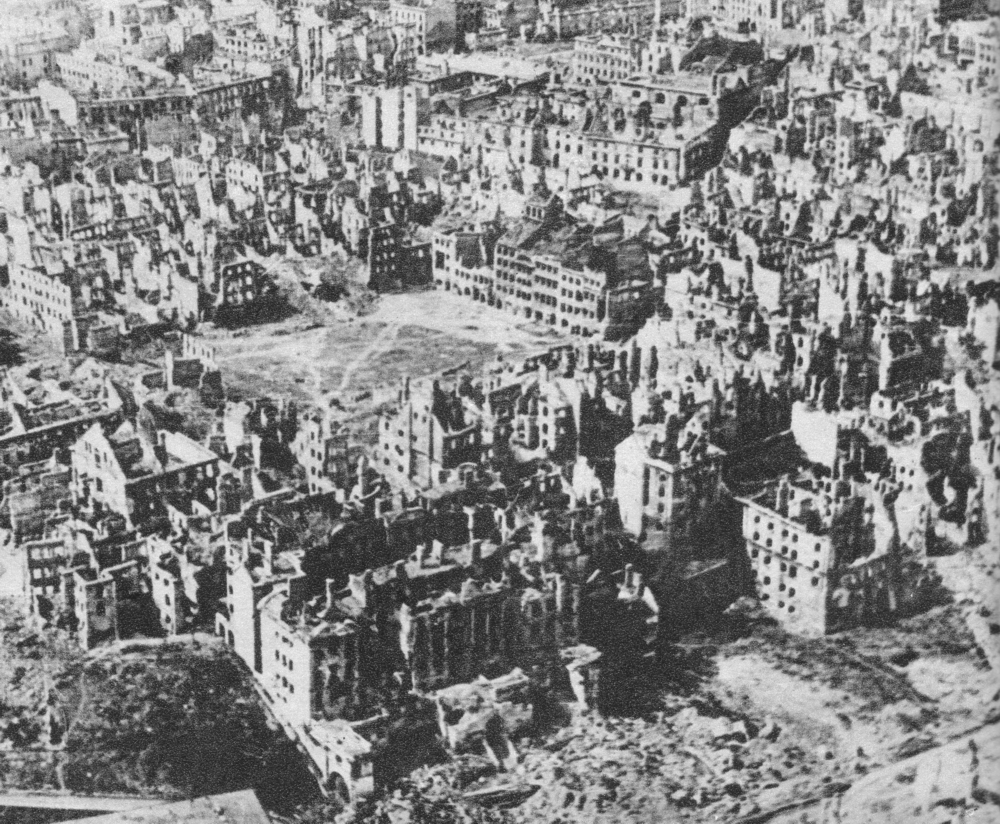
A região da Cidade Velha em Varsóvia, em janeiro de 1945.

A partir de 4 de agosto, os aliados ocidentais começaram a apoiar a revolta com aviões de munições e outros suprimentos. Inicialmente, os voos foram realizados principalmente pela Força Aérea Polaca (301º Esquadrão Polonês de Bombardeios) estacionada na Itália, foram utilizados B-24, Handley Page Halifax e aviões Douglas C-47 Dakota. Mais tarde, por insistência do governo polonês no exílio, esquadrões da Força Aérea da África do Sul baseados no sul da Itália participaram das missões. O total de cargas aliadas entregues varia de acordo com a fonte (104 toneladas, 230 toneladas ou 239 toneladas), foram realizados mais de 200 voos.
A União Soviética não permitiu que os aliados ocidentais usassem seus aeroportos durante várias semanas, de modo que os aviões aliados tiveram que usar bases no Reino Unido e na Itália, o que reduziu o número de surtidas. O pedido específico dos Aliados para o uso de pistas de pouso foi feito em 20 de agosto e foi negado por Stalin em 22 de agosto, alguns aviões aliados foram inclusive atingidos por soviéticos enquanto transportavam suprimentos.
Entre 13 e 30 de setembro, os aviões soviéticos iniciaram suas próprias missões de reabastecimento, deixando armas, remédios e suprimentos de alimentos. Inicialmente, esses suprimentos foram descartados em latas sem paraquedas, O que levou a perda do conteúdo. Além disso, muitas latas caíram nas mãos dos alemães. A Força Aérea Soviética voou 2 535 missões de reabastecimento com o biplano Polikarpov Po-2, entregando um total de 156 morteiros de 50 mm, 505 armas antitanque, 1478 metralhadoras, 520 espingardas, 669 carabinas, 41 780 granadas de mão, 37 216 morteiros, 3 milhões de cartuchos, 131,2 toneladas de alimentos e 515 kg de medicamento.[carece de fontes?]
Embora a defesa aérea alemã sobre a área de Varsóvia fosse quase inexistente, cerca de 12% dos 296 aviões que participaram das operações foram perdidos porque eles tiveram que voar 1,6 mil quilômetros (990 milhas) para Varsóvia e a mesma distância para realizar a volta sobre o território inimigo.